# Ricardo Hurtado
Ricardo Hurtado est un acteur américain, né le 22 août 1999 à Miami. Il est principalement connu pour avoir joué dans School of Rock et le film Malibu Rescue.

## Biographie
Ricardo Hurtado a joué Freddy Huerta dans School of Rock et a fait une apparition dans la série Nicky, Ricky, Dicky et Dawn en tant que Joey Montagelli. Ricardo Hurtado est aussi un chanteur.

## Vie privée
Il est sorti avec Jade Pettyjohn. Il a annoncé ses fiançailles avec sa petite amie, Zuzu Holland.
Il est d'origine nicaraguayenne.

## Filmographie

### Cinéma
- 2019 : Malibu Rescue Le Film (Netflix) : Tyler
- 2020 : Malibu Rescue une nouvelle vague (Netflix): Tyler

### Télévision
- 2016 : Nicky, Ricky, Dicky et Dawn : Joey Montagelli (1 épisode)
- 2016 - 2018 : School of Rock : Freddy Huerta (45 épisodes)
- 2019 : Malibu Rescue : Tyler (8 épisodes)
- 2019 : Middle School Moguls : Finn / Fred (4 épisodes)
- 2021 : Country-Sitter : Tuck (10 épisodes)

### Doublage
- 2020 : Glitch Techs : Hector "High Five" Nieves / Hi-5